# Malgovik
Malgovik (Zuid-Samisch: Mälkoemaehkie) is een plaats in de gemeente Vilhelmina in het landschap Lapland en de provincie Västerbottens län in Zweden. De plaats heeft 136 inwoners (2005) en een oppervlakte van 46 hectare. Malgovik grenst aan het meer Malgomaj, voor de rest wordt de plaats omringd door naaldbos en tussen de plaats en het meer ligt wat landbouwgrond. Op 13 december 1941 werd in Malgovik een temperatuur gemeten van -53°C, dit is waarschijnlijk de laagste temperatuur ooit gemeten in Zweden.
Bestuurscentrum: Vilhelmina (Tätort)
Småort: Bäsksele · Dikanäs · Klimpfjäll · Latikberg · Laxbäcken · Lövliden · Malgovik · Meselefors · Nästansjö · Saxnäs · Skansholm · Storseleby
Overig: Aronsjö · Fatmomakke · Kittelfjäll · Siksjönäs · Stalon · Strömnäs · Svannäs